# CAN-CAN (宝塚歌劇)
『CAN-CAN』（カン・カン）は宝塚歌劇団のミュージカル作品。月組公演。形式名は「ブロードウェイ・ミュージカル」。16場。原作は同名の作品。脚色・演出は谷正純。併演作品は『マンハッタン不夜城』。久世星佳と風花舞の宝塚大劇場におけるトップコンビお披露目公演で82期生の初舞台公演である。

## 公演期間と公演場所
- 1996年3月29日 - 5月6日（新人公演：4月16日）　宝塚大劇場[1][4]
- 1996年7月4日 - 7月30日（新人公演：7月16日）　東京宝塚劇場[2]

## 解説
※『宝塚歌劇100年史（舞台編）』の宝塚大劇場公演参考。
19世紀末のパリ、ピスタッシュが経営がするダンスホールは、法律で禁止されているフレンチカンカンを上演、繁盛していた。新人判事のフォレスティエは早速手入れに乗り出すが、ピスタッシュに強く惹かれてしまう。1953年に初演されて以来、ブロードウェイで892回のロングランを数えたミュージカルを宝塚版にリメイクした。

## スタッフ
※氏名の後ろに「宝塚」「東京」の文字がなければ両劇場共通。
- 作詞・作曲：コール・ポーター[1]
- 脚本：エイヴ・バロウズ[1]
- 音楽監督：吉崎憲治[1]
- 編曲：宮原透[1]
- 音楽指揮：岡田良機（宝塚）[1]、清川知己（東京）
- 振付：尚すみれ[1]/黒瀧月紀夫[1]
- 装置：大橋泰弘[1]/新宮有紀[1]
- 衣装：任田幾英[1]
- 照明：勝柴次朗[1]
- 音響：加門清邦[1]
- 小道具：伊集院撤也[1]
- 効果：切江勝[1]
- 演技指導：村田富久[1]
- 演出助手：藤井大介[1]
- 衣装補：田口美香[1]
- 舞台進行：赤坂英雄[1]
- 舞台監督：盛田光紀（東京）/伏見悦男（東京）/田島准（東京）/砂川幸子（東京）/沖恵（東京）
- 演奏：宝塚管弦楽団（宝塚）[1]、東宝オーケストラ（東京）
- 製作担当：伊藤万寿夫（東京）
- 制作：佐分孝[1]
- 協賛：UCC上島珈琲株式会社[5]
- 衣装生地提供：日東紡績株式会社[4]
- 演出担当（新人公演）：藤井大介[4]

## 特別出演
- 汝鳥伶（当時、専科所属）[4][2]

## 主な配役
下記のデータは宝塚・東京共通

### 本公演
- アリスティード・フォレスティエ - 久世星佳[6]
- ラ・モム・ピスタッシュ - 風花舞[6]
- ヴィクトール・ジュサック - 真琴つばさ[6]
- アンリ・マルソー - 汝鳥伶[6]
- ポリス - 姿月あさと[6]
- エティエンヌ - 汐風幸[6]
- フランソワ - 真山葉瑠[6]
- テオフィール - 美郷真也[6]
- エルキュール - 樹里咲穂[6]

### 新人公演
- フォレスティエ - 水夏希[6]
- ピスタッシュ - 千ほさち[6]
- ヴィクトール - 成瀬こうき[6]
- アンリ・マルソー - 高翔みず希[6]
- ポリス - 樹里咲穂[6]
- エティエンヌ - 大空祐飛[6]
- フランソワ - 大鷹つばさ[6]
- テオフィール - 華月あや[6]
- エルキュール - 大和悠河[6]